# 20503 Adamtazi
20503 Adamtazi è un asteroide della fascia principale. Scoperto nel 1999, presenta un'orbita caratterizzata da un semiasse maggiore pari a 2,9893643 UA e da un'eccentricità di 0,0783318, inclinata di 2,62983° rispetto all'eclittica.